# Albrook Air Force Station

Vue de la face ouest du quartier des officiers

La Albrook Air Force Station est une ancienne base aérienne de l'United States Air Force (USAF) située dans le district de Balboa  au Panama.
Elle a été active de 1932 à 1997. Sa fermeture est liée aux traités Torrijos-Carter, qui prévoient la fermeture des installations militaires américaines dans la zone du canal de Panama et leur transfert au gouvernement panaméen.
À partir de janvier 1999, civil, elle devient l'aéroport international Albrook Marcos A. Gelabert de Panama.